# Erica Fischer
Pour les articles homonymes, voir Fischer.
Erica Fischer est une écrivaine, journaliste, traductrice et militante des droits des femmes autrichienne, née le 1er janvier 1943 à St Albans, au Royaume-Uni.
Elle est notamment connue pour avoir écrit l'ouvrage Aimée & Jaguar (1995) sur la relation entre Felice Schragenheim et Lilly Wust. Traduit en 20 langues, ce livre a fait l'objet d'une adaptation cinématographique, Aimée et Jaguar, en 1999.

## Biographie
Erica Fischer est née au Royaume-Uni, où ses parents avaient émigré en 1938 après l'annexion de l'Autriche à l'Allemagne nazie. En 1948, la famille est retournée à Vienne. Au début des années 1970, Erica Fischer y milite activement pour les droits des femmes, participant à la création de Neue Frauenbewegung (nouveau mouvement des femmes). Elle participe à la création de la revue féministe AUF – Eine Frauenzeitschrift (de) et la librairie Frauenzimmer (de) à Vienne.
Erica Fischer vit actuellement à Berlin en tant qu'auteure, journaliste et traductrice indépendante.

## Œuvre majeure
Le plus grand succès d'Erica Fischer est le documentaire narratif Aimée & Jaguar, dans lequel elle utilise des témoins contemporains pour reconstruire l'histoire d'amour de deux femmes en Allemagne à l'époque nazie. Au centre de l'histoire se trouvent les souvenirs de Lilly Wust de son amante Felice Schragenheim, enlevée par la Gestapo en 1944 et morte plus tard dans le camp de concentration de Bergen-Belsen.
Le livre a été traduit en 20 langues. En 1996, il a reçu le prix littéraire Lambda. Max Färberböck a filmé l'histoire d'amour en 1998 sous forme de docu-fiction de type roman sous le quasi même titre, Aimée et Jaguar.

## Distinctions
- Prix Lambda Literary 1995 dans la catégorie « Biographie ou autobiographie lesbienne » pour Aimée & Jaguar
- Bourse de résidence au Künstlerhaus Schloss Wiepersdorf 1999, Brandebourg[5]
- Subvention de projet pour la littérature du ministère fédéral autrichien de l'éducation, des arts et de la culture, 2006/2007
- Bourse de résidence à la Villa Decius 2007, Cracovie[6]
- Certificat 2009 de Hedwig Dohm du Journalistinnenbund[7]
- Écrivain en résidence à la Maison de la littérature de Basse-Autriche 2017, Krems/Stein[8]